# Israel Samosc
Israel Samosc (geboren 1700 in Bibrka; gestorben 1772 in Brody; auch Israel ben Mosheh ha-Levi) war ein deutsch-galizischer Gelehrter. Er kommentiere mittelalterliche Klassiker des jüdischen Denkens.

## Leben
Samosc wuchs in einer kleinen jüdischen Gemeinde im Westen der heutigen Ukraine auf, wo ihn sein Vater im Talmud und in hebräischer Literatur unterrichtete. Früh begann Samosc, hebräische Schriften über Philosophie und Mathematik zu lesen.
Um studieren zu können, verließ Samosc die ärmliche Gemeinde Bibrka und ließ sich in der gleichnamigen Stadt Zamość nieder. Diese war eine reiche Stadt, die über zahlreiche Bibliotheken verfügte und durch das sephardische Judentum, welches einst durch den Stadtgründer Jan Zamoyski (1542–1605) angeworben wurde, geprägt war. Hier fand Samosc Freunde, Verbündete und Schüler. Später wurde Zamość ein Zentrum der frühen Haskala. In den folgenden Jahren konnte sich Samosc in diesem Umfeld ein zwar breites doch altertümelndes Wissen aneignen, dass er autodidaktisch aus der Lektüre von meist mittelalterlichen hebräischen Werken zusammenklaubte. Eine Ausnahme bildete Joseph Delmedigos Sefer Elim von 1629 auf das er sich später positiv bezog. Weiterhin waren Aristoteles und Ptolemäus, die er in Arubot ha-shamayim, den unpublizierten Fenstern zum Himmel würdigte, Vorbilder der frühen Jahre. Samosc vertrat ein geozentrisches Weltbild.
Bekannt wurde Samosc durch Netsaḥ Yisra’el, der Ewigkeit Israels von 1737. In Form des klassischen hebräischen Schrifttums brachte es den Talmud mit dem zeitgenössischen wissenschaftlichen Denken und den Schriften Maimonides zusammen. Frühe Passagen des Talmuds seien mit Vernunft und Wahrheit zu vereinbaren, urteilte Samosc. Nach der Veröffentlichung von Netsaḥ Yisra’el zog Samosc 1741 nach Berlin. Er arbeitete in der Lehranstalt von Veitel-Heine Ephraim, unterrichtete Hebräisch, Naturwissenschaften sowie jüdische Philosophie und prägte die beginnende Berliner Haskala. Zu seinen bekanntesten Schülern zählen Aharon Zalman Gumpertz (1723–1769) und Moses Mendelssohn (1729–1786). Neben seiner Lehrtätigkeit begann Samosc in Berlin, das Frühwerk von Christian Wolff zu studieren. Seine Auseinandersetzung mit dem Wolffianismus prägten Ruaḥ ḥen von 1741, einen stilbildenden Kommentar zur Popularphilosophie des 13. Jahrhunderts, den er nutzte, um aufklärerische Ideen und wissenschaftliche Erkenntnisse über Tradition und mittelalterliche Autoritäten zu legitimieren. Spätere Autoren der Haskala kopierten die Methodik von Samosc.
Argwohn der orthodoxen Rabbiner mündete in einem offen ausgetragenen Konflikt, welcher Samosc zwang, Berlin zu verlassen. Er kehrte in seine Heimat Gallizien zurück, wo er ebenfalls in großer Armut lebte. 1772 starb Samosc in Brody.

## Bedeutung
Samosc urteilte scharf und klar und interessierte sich stets für abseitige Themen. So schrieb er etwa über die „kleinen Tiere“, die über ein Mikroskop im Samen des Mannes zu erkennen waren und die von den Vorvätern unentdeckt geblieben waren. Den Rahmen seines schriftstellerischen Schaffens bildete das aufkommende Methodenideal der Naturwissenschaften. Basierend auf empirischen Erkenntnissen brach Samosc in späteren Jahren mit den Autoritäten seiner frühen Werke. Während er von einigen Ideen von Aristoteles und Maimonides Abstand nahm, näherte Samosc sich jedoch einem klassischen und konservativen physikalischem Weltbild an. Dieses Paradox kündigt sich bereits in Ruaḥ ḥen an. Folgende posthum erschienenen Schriften wie Otsar neḥmad, einem Kommentar zu Yehudah ha-Levis Kuzari, und Tuv ha-Levanon, einem Kommentar zu Bahya ben Yosef ibn Pakudas Ḥovot ha-levavot, zeichnen sich durch einen radikalen Konservatismus aus. Ebenfalls posthum erschien Nezed ha-dema, einer in gereimter Prosa verfassten bitteren Sozialkritik. Aufgrund der Komplexität des Textes und seinen vielseitigen Referenzen führten nachfolgende Gelehrtengenerationen zahllose Diskussionen darüber, ob Samosc hier den Chassidismus oder allgemein gesellschaftliche Missstände angeprangert habe.
Samosc gilt neben Ascher Worms, Salomon Hanau und Isaac Wetzler, die sich mit hebräischen oder jiddischen Schriften hauptsächlich im jüdischen „Binnendiskurs“ der Aufklärung bewegten, als Protagonist der frühen Haskala. Leben und Werk sind in Vergessenheit geraten.

## Werke (Auswahl)
- Nezah Yisrael. Frankfurt an der Oder 1741.
- Eben Yisrael. Frankfurt an der Oder 1741.
- Tob ha-Lebanon. Wien 1809.
- Nezed ha-Dema. Dyhernfurth 1773.